# Kitashitara, Aichi
Kitashitara-gun (北設楽郡; Bắc Thiết Lạc quận) là một huyện nằm trong tỉnh Aichi, Nhật Bản.
Tại thời điểm 2004, huyện này có dân số ước tính khoảng 12.346 người. Tổng diện tích là 553,27 km².
Có hai thị xã và một làng ở huyện này.
- Shitara
- Tōei
- Toyone